# Puchar Świata w skokach narciarskich 2015/2016 – Ruka
Puchar Świata w skokach narciarskich 2015/2016 – Ruka – pierwotnie drugie zawody Pucharu Świata w skokach narciarskich. Zawody miały odbyć się w fińskiej Ruce na skoczni Rukatunturi pomiędzy 27–28 listopada, jednakże oba konkursy indywidualne odwołano z powodu niekorzystnych warunków atmosferycznych.

## Odwołanie zawodów

### Treningi i kwalifikacje
Przez cały weekend pogoda dawała się we znaki organizatorom zawodów i skoczkom. Na 26 listopada zaplanowano rundy treningowe i kwalifikacje, jednak mocny wiatr i wysoka temperatura (powyżej 0° C) uniemożliwiła oddawanie skoków, więc obradujące jury zadecydowało o przełożeniu zmagań na następny dzień, z tą zmianą, że miała się odbyć tylko jedna seria treningowa. 27 listopada warunki znacząco się nie poprawiły–kwalifikacje odwołano, serię treningową przełożono, a w konkursie mieli wystartować wszyscy zgłoszeni skoczkowie, jednak i ten plan się nie powiódł, jeszcze trzykrotnie zmieniano godzinę startu treningu, ale ostatecznie jury wydało decyzję o odwołaniu zmagań. Trzeciego dnia zaplanowano rozegranie dwóch konkursów indywidualnych z obowiązkową serią treningową przed pierwszym konkursem (żaden z nich bez poprzedzających ich kwalifikacji). Dzięki usilnym staraniom organizatorom po ponad dwóch godzinach udało się przeprowadzić w całości serię treningową (i jak się później okazało jedyną serię), w której wygrał Słoweniec Jurij Tepeš, przed rodakiem Peterem Prevcem i Jewgienijem Klimowem. W serii treningowej uczestniczyło 65 zawodników (do startu nie przystąpili m.in. Noriaki Kasai, Manuel Fettner, czy Janne Ahonen. Po jej zakończeniu jury postanowiło, że tego dnia odbędzie się tylko jeden konkurs.

### Konkurs indywidualny
Kilkadziesiąt minut po zakończeniu treningu na skoczni Rukatunturi rozpoczął się konkurs. Jako pierwszy na belce startowej ustawił się zawodnik gospodarzy Elias Vänskä, który uzyskał odległość poniżej 100 metrów. Po skoku Klemensa Murańki nastąpiła przerwa na wyczyszczenie torów najazdowych. Po Polaku wystartował Austriak Andreas Kofler, który po problemach w trakcie lotu zaliczył tylko 80 m i w związku z tym nastąpiła kolejna przerwa na poprawienie warunków pogodowych, jednak już kolejni zawodnicy nie mogli oddać swoich prób i po kolejnych kilkudziesięciu minutach postanowiono definitywnie odwołać całe zawody w Ruce po skokach 43 zawodników. Do momentu odwołania konkursu skoki oddało sześciu Polaków: najdalej z nich lądował Murańka (121,5 m), natomiast najbliżej Maciej Kot–101,5 metra.

## Następstwa odwołania zawodów w Ruce
Międzynarodowa Federacja Narciarska w związku z nierozegraniem zawodów zmusiła organizatorów do zainstalowania na obiekcie siatek ochraniających zeskok przed silniejszymi podmuchami wiatru oraz wyposażenia torów najazdowych w nowoczesny system chłodzenia, gdyż w przeciwnym wypadku miastu groziło zabranie praw organizacji zawodów Pucharu Świata w następnym sezonie.

## Skocznia
|  | Nazwa skoczni | Miejscowość | Punkt K | HS    | Rekord skoczni | Rekord skoczni        | Rekord skoczni |
|  | ------------- | ----------- | ------- | ----- | -------------- | --------------------- | -------------- |
|  | Rukatunturi   | Ruka        | K120    | HS142 | 147,0 m        | Gregor Schlierenzauer | 01.12.2007     |